# Helga Karlsen
Helga Aleksandra Karlsen (* 20. November 1882 in Kristiania, heute Oslo als Helga Arnesen; † 15. Oktober 1936 ebenda) war eine norwegische Politikerin der sozialdemokratischen Det norske Arbeiderparti. Von 1927 bis 1930 sowie erneut von 1933 bis 1936 war sie Abgeordnete im Storting. Sie war die erste Frau, die für die Arbeiterpartei im Nationalparlament saß.

## Leben
Helga Karlsen kam im Jahr 1882 als Tochter eines Eisenbahnangestellten zur Welt. Es wird vermutet, dass ihre Mutter früh verstarb und sie bei Pflegeeltern aufwuchs. Ende der 1890er-Jahre wurde sie als Helga Pettersen geführt. Im Alter von 14 Jahren begann sie zu arbeiten und sie war unter anderem als Dienstmädchen und in einer Süßwarenfabrik angestellt. Nachdem sie im Jahr 1899 im Theaterclub der Arbeiterbewegung Mitglied wurde, kam sie in den Kontakt zur sozialdemokratischen Arbeiterbewegung, wo sie sich zu engagieren begann. Im Jahr 1902 heiratete sie den Eisenarbeiter Fredrik Karlsen und sie hieß fortan Helga Karlsen.
Ab 1908 war sie Teil der Frauenbewegung der Arbeiderpartiet und gründete 1910 deren Frauenchor. Im selben Jahr begann sie, die sozialdemokratische Abendschule in Kristiania zu besuchen, wo sie auch ihre politische Bildung erhielt. Bei den Kommunalwahlen 1919 kandidierte sie erstmals für einen Sitz im Stadtrat von Kristiania, von 1923 bis 1928 war sie schließlich Teil des Parlaments.
Bei der Parlamentswahl 1927 zog Karlsen als erste Frau der Arbeiterpartei ins norwegische Nationalparlament Storting ein. Zuvor war sie bereits zwei Legislaturperioden lang Vararepresentantin, also Ersatzabgeordnete. Als sie als solche im Jahr 1925 zu einem Einsatz kam, folgten Medienberichte, in denen sie als erste verheiratete Frau im Storting herausgestellt wurde. Karlsen schied in Folge eines schlechten Wahlergebnisses ihrer Partei im Jahr 1930 aus dem Parlament aus, 1933 gelang ihr der erneute Einzug. Sie starb einige Tage vor der Wahl 1936 am 15. Oktober 1936. Karlsen litt zuvor bereits längere Zeit an Pleuritis.